# Gryon medium
Gryon medium är en stekelart som beskrevs av Kononova och Pyotr N.Petrov 2001. Gryon medium ingår i släktet Gryon och familjen Scelionidae. Inga underarter finns listade i Catalogue of Life.